# Pablo Clusellas
Pablo Clusellas (Buenos Aires, 7 de junio de 1959) es un abogado argentino, que ocupó el cargo de Secretario Legal y Técnico de la Nación desde el 10 de diciembre de 2015 hasta el 10 de diciembre de 2019. Ocupó anteriormente el mismo cargo a nivel local en la Ciudad de Buenos Aires desde 2007, también designado por el entonces Jefe de Gobierno, Mauricio Macri.

## Biografía
Asistió al Colegio Cardenal Newman donde conoció a Mauricio Macri, con quien entablaría una amistad gracias a ello fue designado como Secretario de Legal y Técnica de la Ciudad de Buenos Aires. En 2013 fue considerado para ocupar la Fiscalía General de la Ciudad de Buenos Aires. 
En 2019 siendo Clusellas, secretario de Legal y Técnico de la presidencia fue denunciado por el pago irregular de decenas de bonos especiales a su equipo de asesores, por sumas de hasta 183.000 todo ellos a funcionarios que apenas tenían 2 días en el Gobierno y militaban para el PRO. Otras irregularidades denunciadas por el fiscal es que había funcionarios que aún mantenían su cargo en la Ciudad, donde también gobernaba Cambiemos mientras ya habían pegado el salto a la Nación, cobrando sueldos por duplicado. Varios de ellos solo llevaban un día "trabajando".
En 2017 sería nuevamente denunciado por haber premiado a colaboradores de forma irregular con dinero público,junto con denuncias por sobresueldos.A principios de 2020 la Oficina Anticorrupción denunció a Mauricio Macri por enriquecimiento ilícito, involucrando en la denuncia también a Clusellas. De acuerdo a la investigación juidicial el expresidente había realizado maniobras con transferencias millonarias de "dinero espurio" a un fideicomiso desde el cual lavó dinero a través de operaciones con esa firma junto a su esposa Juliana Awada  a través de Latin Bio son la propia Agro G S.A, desde las cuales se habrían  evadido impuestos. 

## Controversias
Clusellas formó parte en 2006 del directorio de la firma Sinosocma S.A., una empresa del Grupo Macri. Por entonces, según reveló la investigación Panama Papers, oficiaba como intermediario, a través del estudio Romero-Zapiola-Clusellas-Monpelat, entre particulares y la firma Mossack-Fonseca para crear sociedades en paraísos fiscales similares a las que integra Macri.
Fue denunciado por utilizar los servicios de talleres clandestinos para la confección de la indumentaria y tener talleres clandestinos, similares a los que, según denuncias, posee Juliana Awada. Entre las pruebas del vínculo entre Clusellas con la empresa acusada de contratar talleres en los que se verificó la existencia de trabajo esclavo, resultó coincidente la dirección legal de Le Coq Sportif –en avenida Corrientes 345 piso 3- con los domicilios de varias empresas de las que Clusellas también era parte integrante de sus sociedades o directorios.
A raíz del escándalo conocido como Panama Papers, se denunció que Pablo Clusellas fue el nexo entre su estudio jurídico y Mossack Fonseca, la firma panameña especializada en crear sociedades en paraísos fiscales alrededor del mundo, durante 10 años.